# Stadtbezirk Dudweiler
Der Stadtbezirk Dudweiler ist einer der vier Stadtbezirke der saarländischen Landeshauptstadt Saarbrücken. Seine vier Stadtteile, von denen zwei in insgesamt zehn Distrikte gegliedert sind, zählen insgesamt 27.465 Einwohner (Stand: 31. Januar 2022). Die Fläche des Bezirks umfasst 23,14 Quadratkilometer.

## Geographie
Das Verwaltungsgebiet umfasst die nordöstlich der Kernstadt gelegenen Stadtteile. Der namensgebende Hauptort Dudweiler liegt am Sulzbach, einem Nebenfluss der Saar, und wird deshalb auch „Tor zum Sulzbachtal“ genannt. Nahebei am Sulzbach liegen auch die Stadtteile Herrensohr und Jägersfreude, während Scheidt, der vierte Stadtteil des Bezirks, räumlich abgesetzt und weiter südlich am Rohrbach, einem weiteren Nebengewässer der Saar, angesiedelt ist. Die Orte sind umgeben von teils hügeligen Mischwaldgebieten.
Nachbarorte sind (gegen den Uhrzeigersinn) – neben den Saarbrücker Stadtbezirken Mitte im Westen und Süden, sowie Halberg im Südosten – die Stadt St. Ingbert im Osten, sowie die Stadt Friedrichsthal und die Gemeinde Quierschied im Norden.

## Gliederung des Stadtbezirks Dudweiler

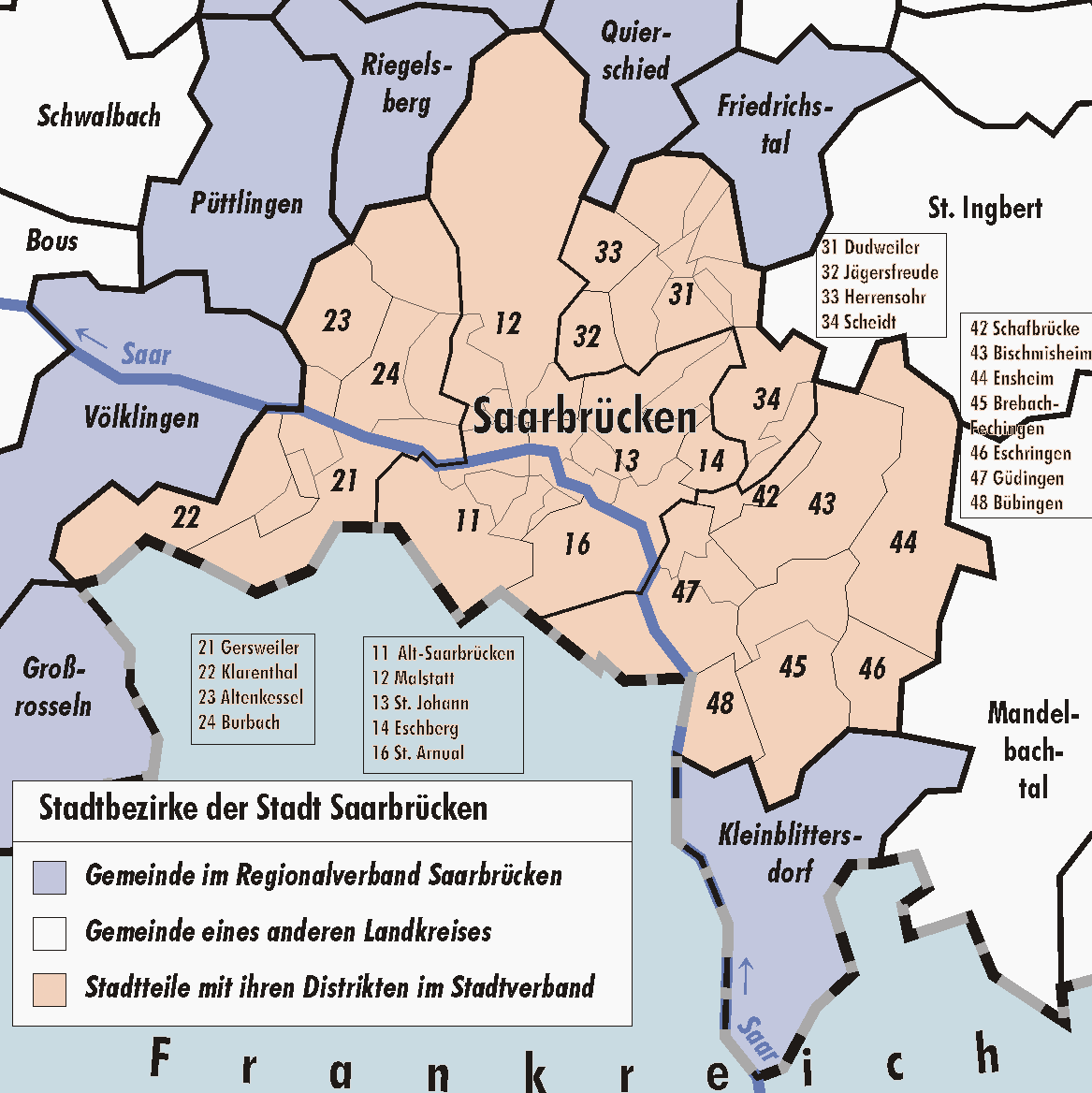

### Dudweiler

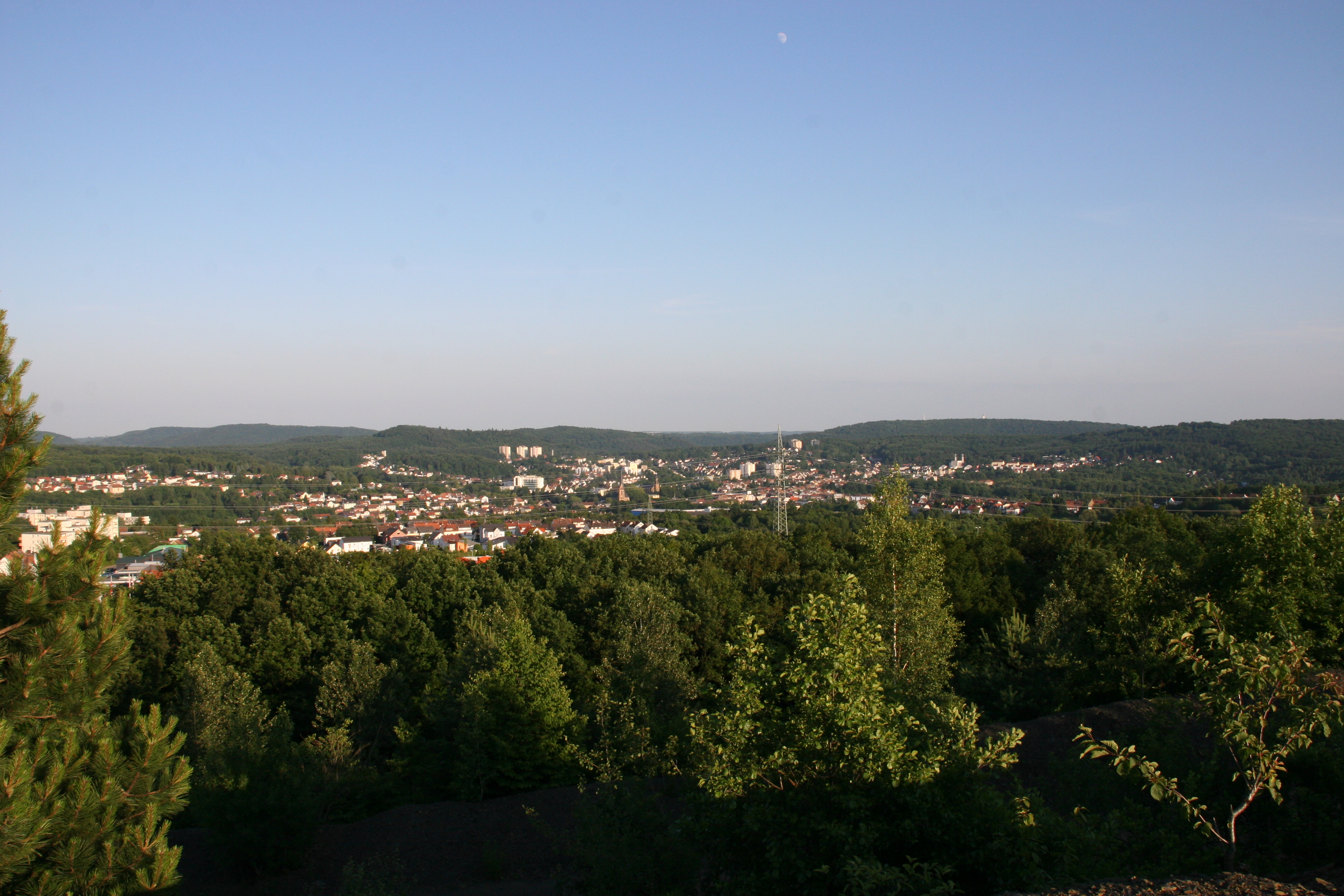
Blick auf Dudweiler (2010)

Der Hauptort des Stadtbezirks war bis zu seiner Eingemeindung im Zuge der Gebiets- und Verwaltungsreform im Saarland zum 1. Januar 1974 eine eigenständige Gemeinde und seit 1962 Stadt, zu der auch Herrensohr und Teile von Jägersfreude gehörten.
Gliederung:
- 31 Dudweiler
  - 311 Dudweiler-Nord
  - 312 Dudweiler-Mitte
  - 313 Flitsch
  - 314 Kitten
  - 315 Pfaffenkopf
  - 316 Geisenkopf
  - 317 Dudweiler-Süd
  - 318 Wilhelmshöhe-Fröhn

### Jägersfreude
Aus einer Eisenschmelze und späterem Hammerwerk entstandener Stadtteil, der bis zu Eingemeindung von Dudweiler teils zu dieser Stadt, teils zu Saarbrücken (Stadtteil St. Johann) gehörte.
Gliederung:
- 32 Jägersfreude
  - (keine weitere Aufteilung in Distrikte)

### Herrensohr
Die vergleichsweise junge Ansiedlung, erst 1856 als Bergmannskolonie errichtet, wurde als Stadtteil Dudweilers 1974 mit nach Saarbrücken eingemeindet.
Gliederung:
- 33 Herrensohr
  - (keine weitere Aufteilung in Distrikte)

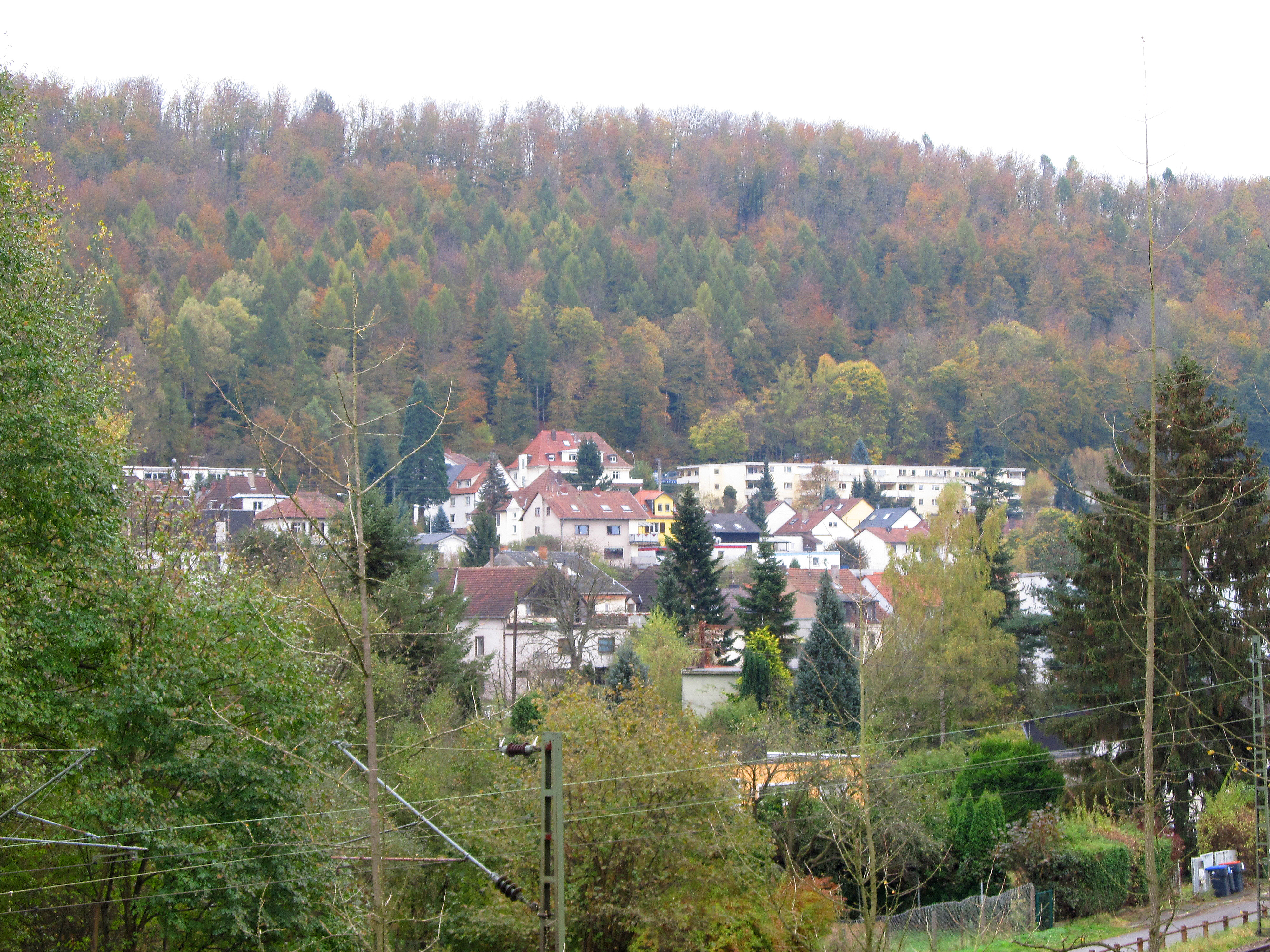
Ansicht von Scheidt (2012)

### Scheidt
Die nach ihrer Loslösung von Bischmisheim eigenständige Gemeinde wurde ebenfalls im Zuge der saarländischen Gebiets- und Verwaltungsreform zum 1. Januar 1974 nach Saarbrücken eingemeindet.
Gliederung:
- 34 Scheidt
  - 341 Scheidt
  - 342 Scheidterberg

## Politik

### Bezirksrat
Der alle fünf Jahre gewählte Bezirksrat Dudweiler nimmt verschiedene Aufgaben wahr. Seine hauptsächlichen Rechte sind das Vorschlagsrecht bei Angelegenheiten, die den Stadtbezirk betreffen, das Recht auf Anhörung vor Beschlussfassung des Stadtrates oder der Ausschüsse in diversen Fällen, sowie das Entscheidungsrecht, wenn Stadtrat oder Bürgermeister nicht ausschließlich zuständig sind.

### Zusammensetzung
- Linke: 3
- SPD: 6
- Grüne: 4
- FDP: 2
- CDU: 6

Die Anzahl der Sitze im Bezirksrat beträgt 21.
|  | CDU:       | 30,4 % | 6 Sitze |
|  | SPD:       | 27,4 % | 6 Sitze |
|  | Grüne:     | 19,4 % | 4 Sitze |
|  | Die Linke: | 13,9 % | 3 Sitze |
|  | FDP:       | 8,8 %  | 2 Sitze |

Zu früheren Wahlergebnissen siehe Ergebnisse der Bezirksratswahlen Dudweiler.

### Bezirksbürgermeister und Bezirksbeigeordneter
Bezirksbürgermeister und damit Vorsitzender des Bezirksrates ist Ralf-Peter Fritz (CDU), Bezirksbeigeordneter Rüdiger Forsch.